# Myagdi (huyện)
Myagdi (tiếng Nepal:म्याग्दि) là một huyện thuộc khu Dhawalagiri, vùng Tây Nepal, Nepal. Huyện này có diện tích 2297 km², dân số thời điểm năm 2001 là 114447 người.

## Dân số
Biến động dân số giai đoạn 1952-2001:
| Năm    | 1971  | 1981  | 1991   | 2001   |
| ------ | ----- | ----- | ------ | ------ |
| Dân số | 57946 | 96904 | 100552 | 114447 |